# Formica fusca tombeuri
Formica fusca tombeuri é uma subespécie de insetos himenópteros, mais especificamente de formigas pertencente à família Formicidae.
A autoridade científica da subespécie é Bondroit, tendo sido descrita no ano de 1917.
Trata-se de uma subespécie presente no território português.